# Samsung SEV-III
Der Samsung SEV-III (auch Samsung SEV-3) war ein Konzeptfahrzeug des südkoreanischen Unternehmens Samsung Heavy Industries. 
Rund ein Jahr vor der Gründung von Samsung Motors (heute Renault Korea Motors) wurde der Samsung SEV-III als erstes südkoreanisches Elektroautomobil der Presse vorgestellt. Entwickelt wurde das Modell von der koreanischen Samsung-Tochtergesellschaft Samsung Heavy Industries.
Die dreitürige Kombilimousine, die anders als ihre Vorgänger SEV-I (Juni 1993) und SEV-II (Dezember 1993) der Öffentlichkeit präsentiert wurde, basierte auf einem Aluminiumrahmen, hatte eine Leistung von 120 PS, mit denen eine Höchstgeschwindigkeit von 130 km/h und eine Reichweite von 180 km möglich gewesen sein sollen. Zu den Ausstattungsmerkmalen gehörten Servolenkung, elektrische Fensterheber und eine Klimaanlage.
Über eine Serienproduktion ist nichts bekannt.